# PlayStation
PlayStation (енгл. PlayStation) је играчка конзола коју је развила јапанска фирма Сони почетком деведесетих. Конзола је изашла на тржиште у децембру 1994. у Јапану. До 2006. године продата је у 100 милиона примерака. Сони PlayStation је прва Сонијева играчка конзола, и заједно са Нинтендо 64 конзолом и Сегиним Сатурном чини 5. генерацију конзола за видео-игре.

## Историја развоја
Компанија Нинтендо приступила је Сонију да развије ЦД-РОМ додатак за играчку конзолу Супер Нинтендо. Кодно име конзоле је било СНЕС ЦД. Међутим, након што је прочитао оригинални уговор из 1988. Хироши Јамаучи, председник Нинтендоа у то време, је схватио да права на све објављене игре за СНЕС ЦД има Сони, а не Нинтендо, што је допринело брзом раскидању уговора са Сонијем и потписивањем новог уговора са Филипсом.
Након раскида уговора, уместо да напусти развој, Сони преименује пројекат у PlayStation Икс (енгл. PlayStation-X) и наставља да развија систем као самосталну играчку конзолу.
Нинтендо је након ових догађаја уложио жалбу Федералном суду у САД, у намјери да спречи продају нове конзоле. Темељ Нинтендове тужбе била је та да је име PlayStation® њихово власништво, те да је фирма Сони прекршила основе уговора. Судија који је предсједавао овом случају одбацио је тужбу и није опуномоћио забрану продаје нове играчке конзоле која је коначно издата 3. децембра у Јапану, и то под називом PlayStation.

## Хардвер
Процесор PlayStationа је МИПС Р3000 – компатибилан 32 битни RISC чип са радним тактом од 33,8688 мегахерца. Чип је произведен од стране LSI Logic корпорације, према технологији откупљеној од СГИ корпорације. Чип садржи и јединицу за трансформацију геометрије и јединицу за декомпресију података. Процесор има оперативне перформансе од 30 МИПС-а, са 132 MB/с бандвита.
Јединица за трансформације се првенствено користи за 3Д инструкције и тиме проширује спектар могућности процесора за рад са графиком. Јединица за декомпресију података се користи за декомпресију слика и видео-снимака и има оперативне перформансе од 80 МИПС-а.
Графички чип је одвојен од централног процесора, има максималу палету боја од 16,7 милиона, 24-битну дубину боја и подржава резолуције од 256×224 до 640×480.
PlayStation има 2MB главне меморије, 1MB видео-меморије и 512 килобајта меморије намењене звучном чипу.
ЦД-РОМ драјв је двобрзински са максималном пропусношћу података од 300 кб у секунди.

## Игре
Због одлуке о коришћењу ЦД формата за игре, Сони је у почетку уживао огромну подршку независних тимова, који су одбацили Нинтендо 64 због одлуке о коришћењу кетриџа. Неки од најважнијих студија, као што је Сквер Еникс, су у потпуности одбацили Нинтендову нову конзолу и тако допринели Сонијевом вртоглавом успону на тржишту конзола.
Након изласка Gran Turisma, Final Fantasya VII и VIII, као и Metal Gear Solidа, Сонијева победа је била запечаћена. Конзола се, захваљујући широкој лепези врхунских игара, продавала у огромним количинама, док су се Сега Сатурн и Н64 морали задовољити преосталим мрвицама.
Улазак PlayStationа на тржиште је изазвало окретање старијој популацији, па је тако Сонијева конзола имала много већи број игара намењених првенствено пунолетној публици.
Током свог животног века, за PlayStation 1 је објављено укупно 7 978 наслова (рачунајући игре које су изашле у више региона као самосталне наслове).
Последња игра објављена за PlayStation је била FIFA 2005.
Укупан број продатих игара за PlayStation 1, закључно са 31. мартом 2007. је 962 милиона.

## Наследник
Наследник PlayStationа је PlayStation 2, конзола која је пуштена у продају 2000. године у Јапану, а која је касније наслеђена од стране PlayStation 3 конзоле.
Осим ове 2 конзоле, Сони је произвео и преносну конзолу под називом PlayStation Portable, која је пуштена у продају 12. децембра 2004.

## Ток продукције
Производња PlayStationа је трајала читавих 11 година, током којих је произведено преко 100 милиона примерака PlayStation конзоле. Сони је прекинуо производњу 23. марта 2006.

## Верзије
- PlayStation
- (развојна јединица намењена почетницима и ентузијастима у програмирању, иако су постојале посебне верзије за сва три тржишта, на њој су се могле покретати игре за све три регије, појавила се 1997. године у црној боји)
  -  (умањена верзија)

Умањена верзије PlayStationа је почела са продајом 2000. године.
У односу на оригинални PlayStation, има упола мање димензије и донекле промењен изглед, који је сада заобљен, за разлику од обичног
PlayStationа који је имао оштре ивице и изгледом подсећао на квадар.
Остале промене су укључивале промену графичког интерфејса и промена распореда елемената на матичној плочи, како би се спречила инсталација мод чипова.